# Ctenodecticus vasarensis
Ctenodecticus vasarensis är en insektsart som beskrevs av Pierre Adrien Prosper Finot 1893. Ctenodecticus vasarensis ingår i släktet Ctenodecticus och familjen vårtbitare. Inga underarter finns listade i Catalogue of Life.